# پورتو بویوکا
پورتو بویوکا (به اسپانیایی: Puerto Boyacá) یک سکونتگاه مسکونی در کلمبیا است که در بخش بویاکا واقع شده‌است.

## خصوصیات
پورتو بویوکا ۱٬۴۷۲ کیلومترمربع مساحت و ۴۳٬۶۷۳ نفر جمعیت دارد و ۱۴۵ متر بالاتر از سطح دریا واقع شده‌است.